# Senggreng
Senggreng is een bestuurslaag in het regentschap Malang van de provincie Oost-Java, Indonesië. Senggreng telt 8052 inwoners (volkstelling 2010).